# (31853) Rahulmital
2000 EW47 (asteroide 31853) é um asteroide da cintura principal. Possui uma excentricidade de 0.11520100 e uma inclinação de 6.88250º.
Este asteroide foi descoberto no dia 9 de março de 2000 por LINEAR em Socorro.